# 圓房

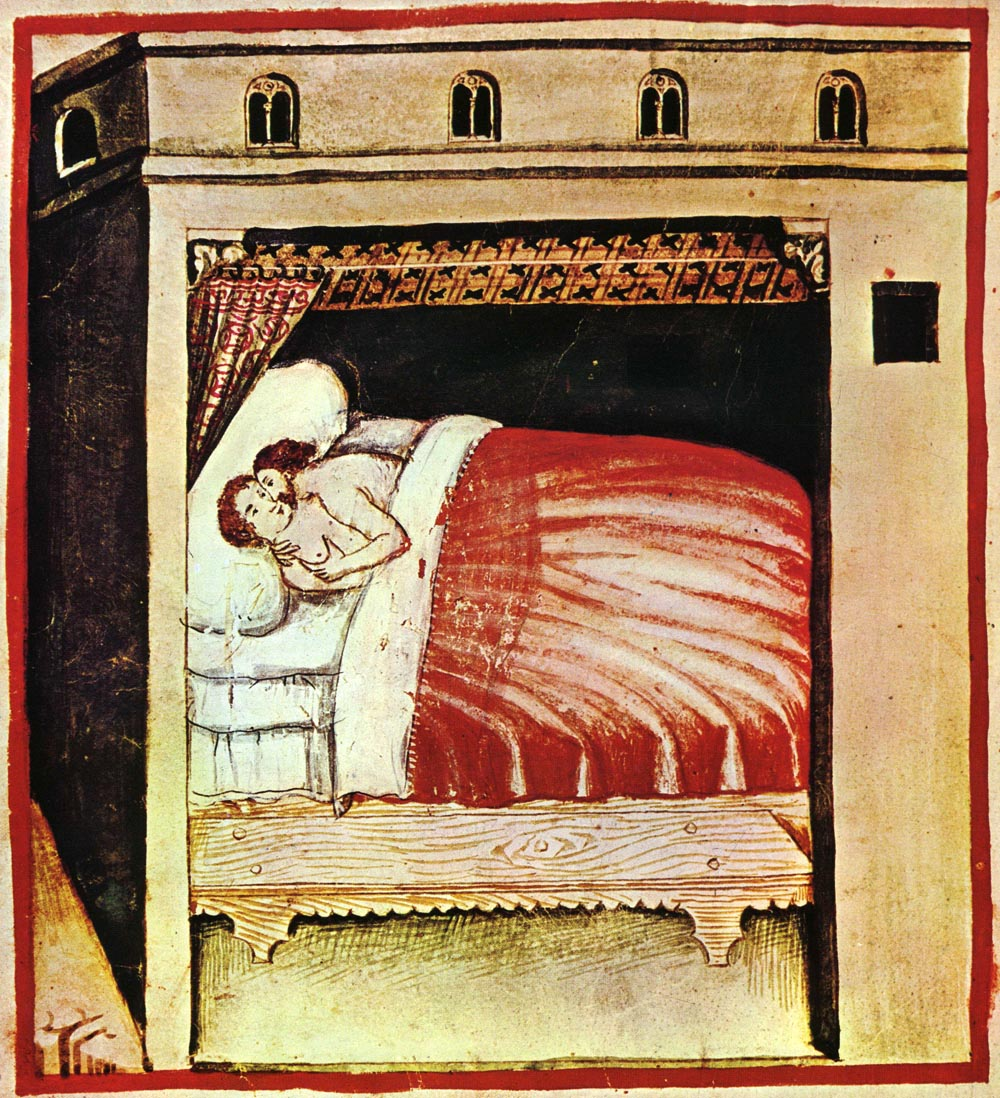
歐洲中世紀的《健康全書》中，有關性行為的插圖

圓房，也作成房、完房、又称合床礼、合房、洞房花燭夜，是指兩人結婚後第一次性交。
有些配偶在婚禮當晚沒有做愛，而是結婚後一段時間才性交。在一些西方國家的傳統中，婚姻一直要到圓房後才有約束力，這被稱為完滿的婚姻（英語：consummation of a marriage），通常簡稱為完滿（英語：consummation），完滿的定義通常指陰莖-陰道性交，但一些宗教學說認為，還必須禁止使用任何避孕手段。

## 指導圓房
由於不少傳統社會中皆視性為禁忌，新人未必知道如何發生性行為，會由他人指導如何發生性行為。

### 東亞

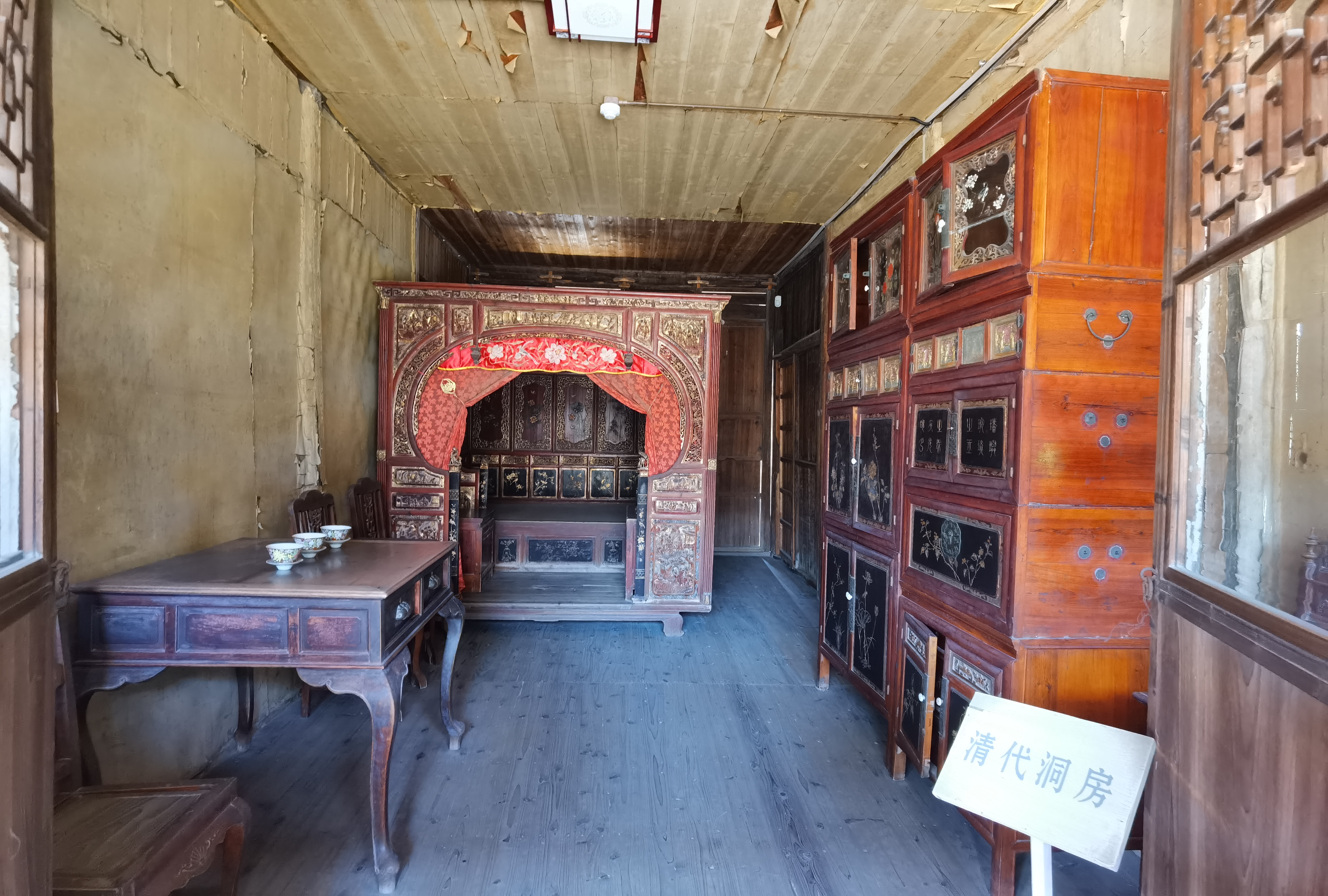
中國傳統婚姻的初夜洞房

儒家文化圈中十分强调孝道，生育繁衍、传宗接代、壮大家族始终是婚姻所必须完成的使命。而夫妻圆房也是如此。旧时很多未婚男女於婚龄时对性仍所知甚少，甚至一无所知。所以为了提供性启蒙、性教育，有时更会有新人之岳母、婆婆、喜娘等亲临洞房现场指导新人行房。。
现代東亞地区因社会开放和性教育的普及，已不再需要，卻成为一种（过份的）闹房项目在中国大陆由女眷、女宾们偶尔为之。但同在中国大陆少数地区，此俗却仍有残留，有些极为注重传宗接代来尽孝之人家，仍会极为罕见的保留此俗，以致被网友公开后引发质疑、热议，甚至有因新娘不肯而导致婆媳关系恶化，家庭失和。

## 法令

### 英格蘭和威爾斯
在英格蘭和威爾斯，依照1973年婚姻訴訟法案第十二條，拒絕圓房，或簽署結婚證書後都無法進行性行為，都是可宣佈婚姻無效的基礎。不過在2013年同性婚姻法案中，將洞房排除在同性婚姻廢除婚姻的基礎以外。

### 天主教
在天主教中，沒有圓房的婚姻（英語：ratum sed non consummatum）不論其沒有性行為的原因為何，都可以由教宗解除婚姻。此外，無法進行性行為或初夜刻意拒絕性行為都可能是廢除婚姻的基礎。天主教的教会法中將婚姻中的圓房定義為「夫妻之間依人類的本性進行為了生產後代而作的行為，因此婚姻規範在其本性以內，而且夫妻二人也成為一體。」因此有些神學家（羅馬化：John Hardon）認為有進行避孕的性行為不算是圓房。

## 外部連結
- Catholic Encyclopedia: Sacrament of Marriage （页面存档备份，存于）